# Rocinha

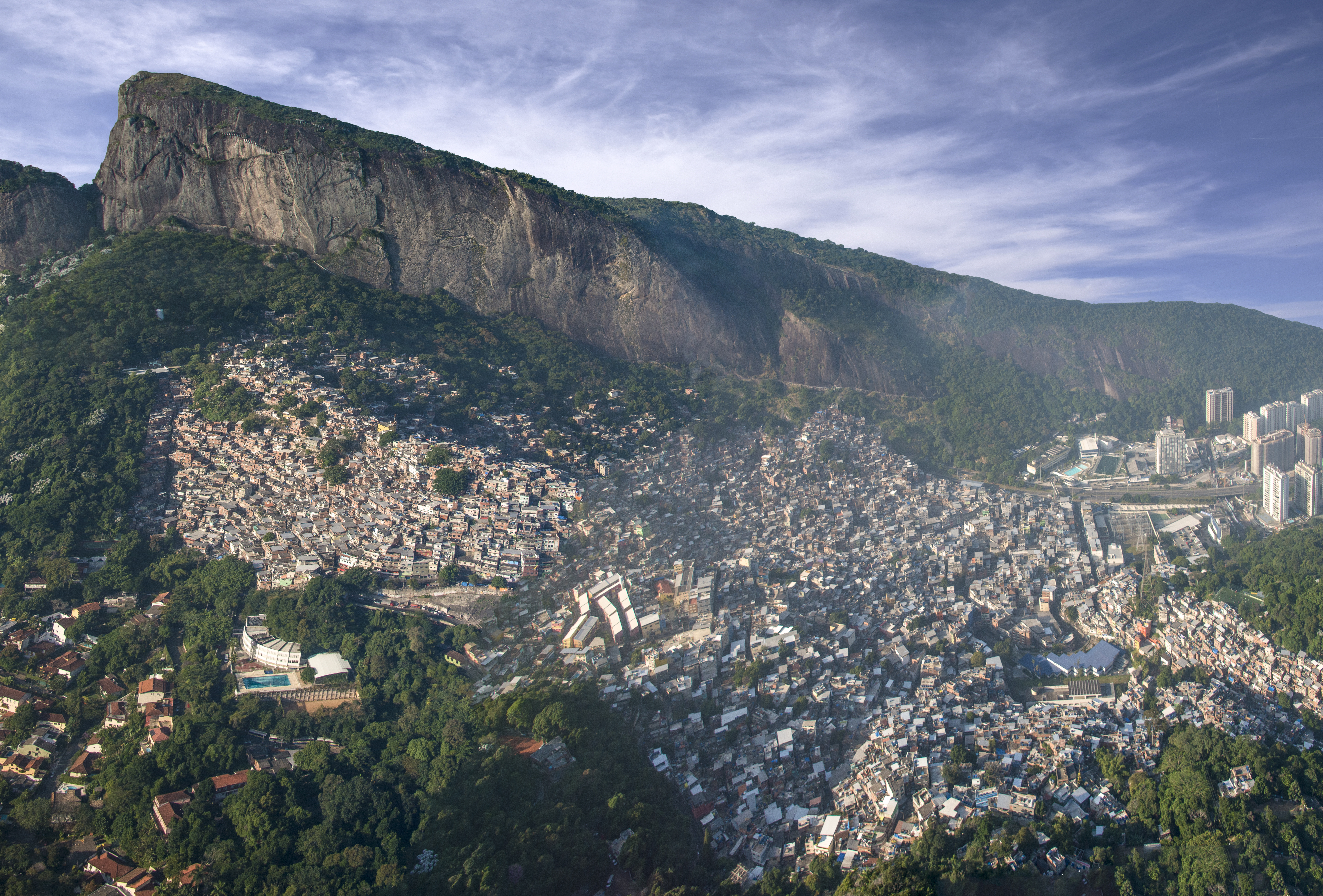
Rocinha (2014)

Rocinha ist ein Stadtviertel (bairro) Rio de Janeiros im südlichen Teil (Zona Sul) der Stadt zwischen den Vierteln São Conrado und Gávea. Das Viertel entwickelte sich aus einer Favela, umfasst aber mittlerweile meist Wohnhäuser mit legalisierten Besitzverhältnissen. Die Sozialstruktur der Einwohner sowie die immer noch überwiegend einfache Ziegelbauweise der Häuser führt dazu, dass die Bezeichnung Favela auch nach der Anerkennung als offizieller Stadtteil Rio de Janeiros verwendet wird. Rocinha erstreckt sich über einen steilen Berghang und überschaut, etwa einen Kilometer vom Strand entfernt, die Stadt. Es leben dort geschätzt zwischen 62.000 (letzte offizielle Erhebung) und 250.000 Menschen (Schätzung der Bewohner).
Immer wieder wird Rocinha als größte Favela Brasiliens oder gar Lateinamerikas bezeichnet. Dem kann entgegengehalten werden, dass allein in Rio mehrere Stadtgebiete existieren, in denen verschiedene Favelas so stark gewachsen sind, dass sie mittlerweile riesige geschlossene „Komplexe“ von Favelas bilden, die von außen nur noch als eine einzige Favela zu erkennen sind. So nehmen etwa die Complexos do Alemão und da Maré im Nordteil Rios bei gleich dichter Bebauung jeweils die doppelte bis dreifache Fläche der Rocinha ein. Solche „Complexos“ dürften auch nicht auf Rio beschränkt sein, man wird sie vielmehr in allen Megastädten Lateinamerikas finden. Letztlich ist die Berühmtheit der Rocinha wohl nur auf ihre Lage inmitten der wohlhabenden und durch ihre Strände Copacabana und Ipanema weltberühmten Südzone Rios zurückzuführen.

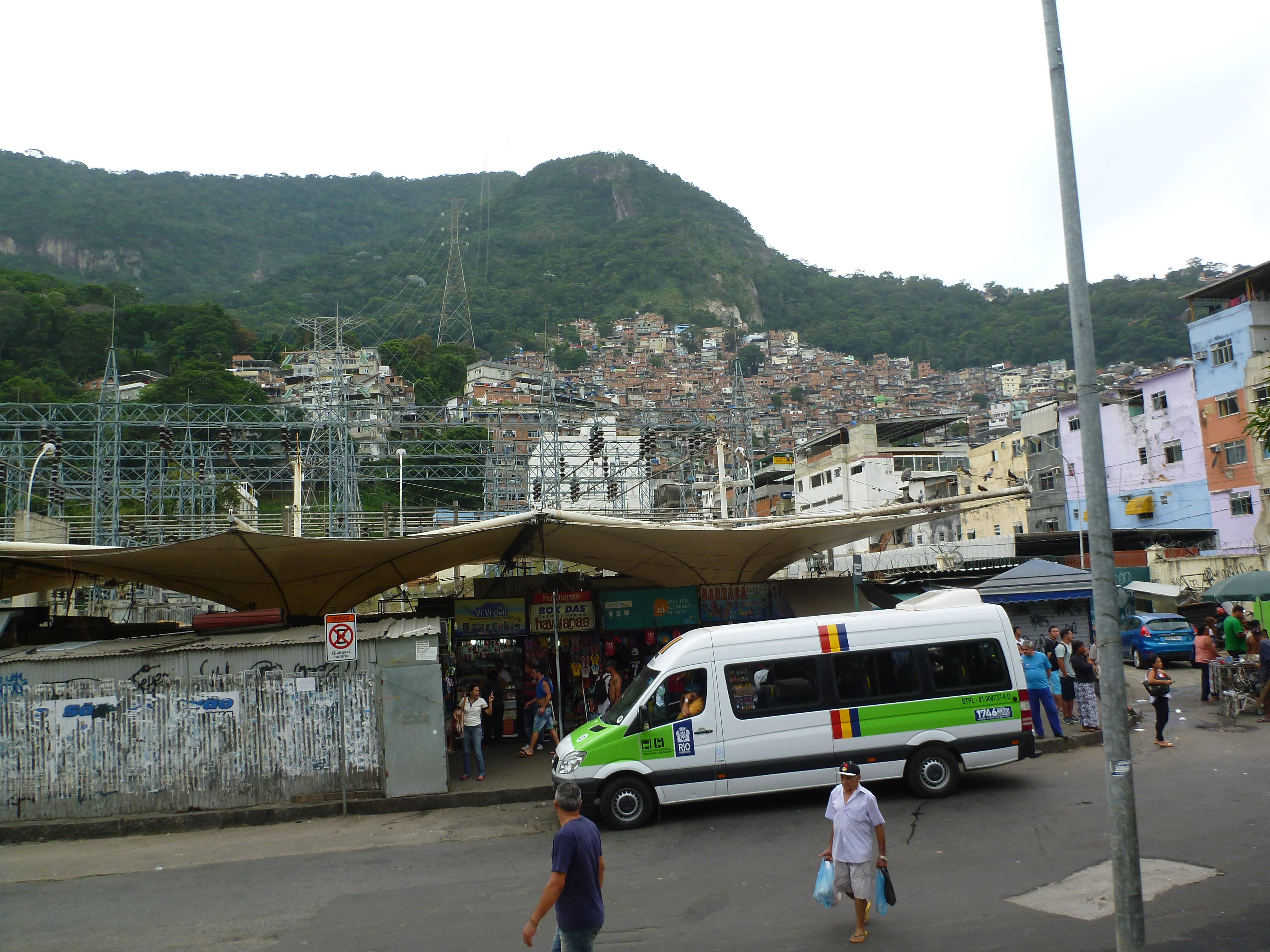
Rocinha von der Bushaltestelle an der Rua General Olímpio Mourão Filho
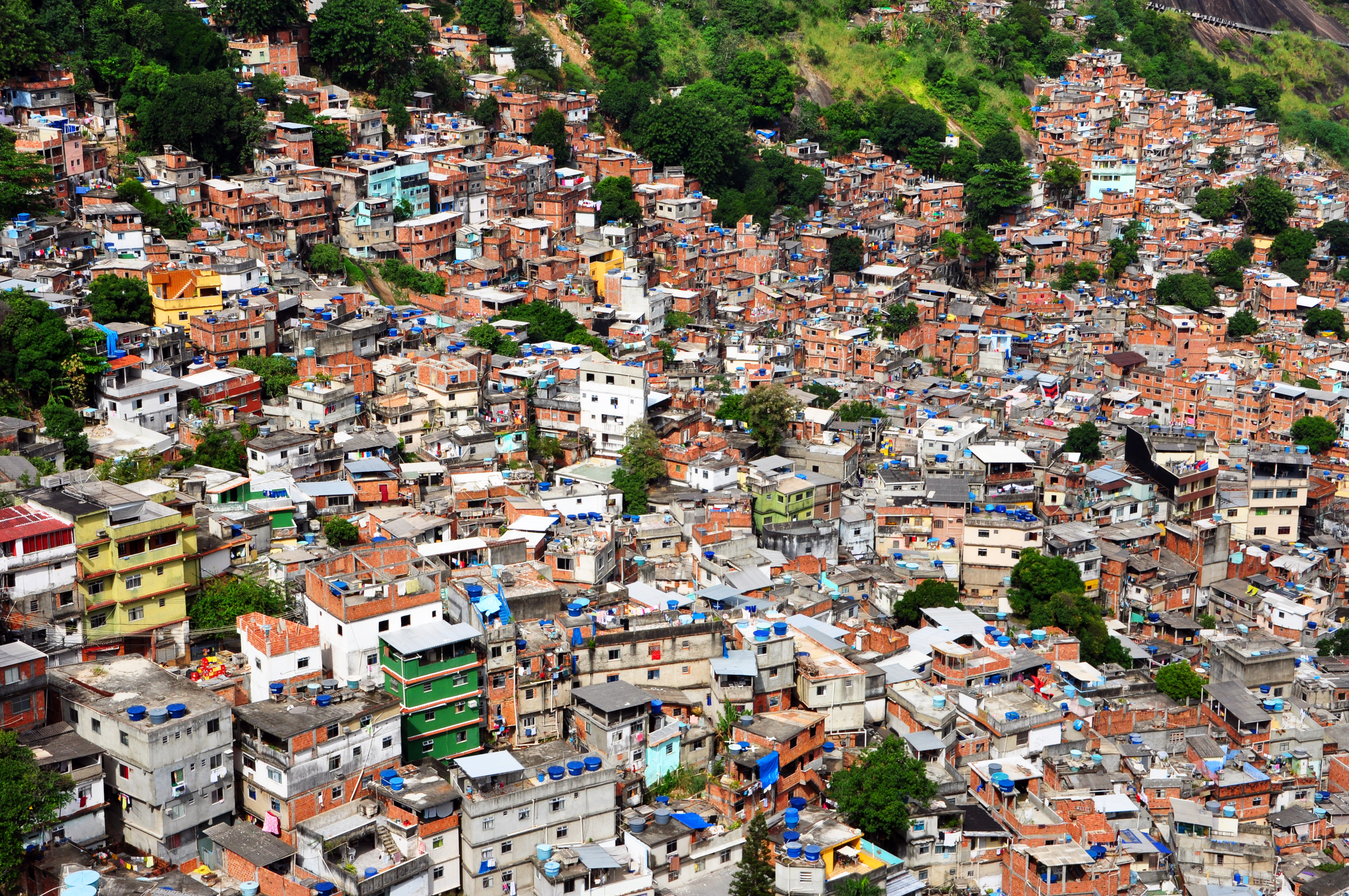
Rocinha von oben

## Geschichte
Am 13. November 2011 wurde Rocinha von der Polizei gestürmt. Grund waren Vorbereitungen auf die in Brasilien stattfindende Fußball-Weltmeisterschaft 2014. Die Favela sollte in Zukunft dauerhaft von der Polizeieinheit Unidade de Polícia Pacificadora (UPP) besetzt werden. Es gab keinerlei Widerstand.
Schon Tage vor der Erstürmung wurden die Zugänge zu Rocinha abgeriegelt. Dabei wurde Antônio Francisco Bonfim Lopes, laut Staatsanwaltschaft der „Boss der Bosse“, festgenommen.